# 地心冒險
《地心冒險》（英語：Journey to the Center of the Earth），是一部改編自法國科幻大師儒勒·凡爾納1864年創作小說《地心歷險記》的3D電影。由艾瑞克·布列維格（Eric Brevig）執導，布蘭登·費雪、喬許·哈卻森和安妮塔·柏寧（Anita Briem）演出。電影在2008年7月11日在北美首映，台灣在7月18日上映，香港在8月14日上映，而中国大陆于2008年9月29日上映了该片的中文配音版。
2012年2月，续集《地心历险记2：神秘岛》在各地正式上映。

## 劇情
崔佛·安德森（布蘭登·費雪飾）是位波士頓火山學教授，他的姪子西恩（喬許·哈卻森飾）預計要暫住在他家十天後前往加拿大，崔佛回家聽到西恩母親的答錄留言才想起西恩要來暫住他家。西恩的父親麥斯，也是崔佛的哥哥在三年前研究地底活動時失去消息，導致西恩個性較為閉塞。當崔佛提及麥斯的往事，西恩提起興趣聊起從沒有機會聽到的事。崔佛發現到麥斯的舊箱中有棒球套、溜溜球和一本儒勒·凡爾納的《地心歷險記》。在書中崔佛發現到麥斯在裡頭標注的筆記，逐漸解讀出筆記內容，於是必須親自前往冰島一趟。原本打算送西恩回母親那邊，但西恩拒絕於是兩人開始展開旅程，去尋找另一位書中註記的火山學家安羅森。
當他們找到火山學家的研究室，安羅森不在而是她女兒漢娜（安妮塔·柏寧飾）前來應門，並說明她父親早已過世。漢娜始終不願承認她父親的研究，稱那些相信地心有另一個世界的人為「凡爾納信徒」，最終她妥協引導他們去找測儀器。登上山頂取得測儀器資料時，卻遇上閃電風暴，為了躲避閃電使得三人都被困在洞穴中。三人只好找尋其他路逃出洞窟，走往深入意外發現古礦坑軌道遺跡，更堅信有出口可以出去。在驚險的礦坑軌道推車後，最後抵達一個充滿寶石的地方，卻無注意到他們踩在脆弱的雲母上方，雲母碎裂三人因而跌落無底深淵。
最後他們透過水滑梯直達深洞的底部，隨著發光的日光鳥來到「地球的地心」，接著再往前走經過蘑菇森林，發現麥斯曾經住在此地的遺址，崔佛和西恩尋得麥斯的老舊記事本，漢娜找到麥斯的遺骸並為他造了墳，接著崔佛念出麥斯寫給西恩三歲生日時的日記，證明他爸還是愛他的，只是逃不離這個地底世界了。他們繼續閱讀下去瞭解地底的熔岩就像個巨大溫室，溫度會隨著時間越來越高，必須在有限時間內逃出地心，唯一的辦法就是往北找到噴泉把他們噴出地球表面。他們得在48小時內抵達，且要在華氏升到135度前逃出，否則全部的水會隨著熔岩高溫而蒸發。
他們開始製作竹筏，來橫跨地底海洋，隨著上層熱氣流把他們帶往北方，但途中遭遇古代巨大劍射魚的襲擊，隨後又出現蛇頸龍群，在之中因為西恩緊捉住快被強風吹走的帆布，連人帶布被吹到遙遠的地方，自此與崔佛和漢娜分散。西恩昏迷醒來後，有隻小日光鳥跟隨在他身邊，作為引導前往北方河流處。另一方面，崔佛和漢娜找尋西恩的同時，遭受到巨型捕蠅草的攻擊。西恩這邊驚險跳越磁石區來到中心處，卻又差點成為巨獸龍的獵物，此刻崔佛及時出現援救，想盡辦法讓巨太龍踩上雲母而跌落深底。
費盡千辛萬苦終於抵達噴泉處，水卻早已都乾枯了，而底下的岩漿不斷地湧昇上來。絕望之餘注意到洞壁的牆面仍是溼的，裡頭蘊含著豐富的地下水，崔佛努力使用照明燈點燃牆上的鎂，使之爆炸讓地下水湧出灌入下方岩漿，產生蒸氣把他們一股氣衝出義大利的維蘇威火山。爆發後不小心破壞了義大利農夫的葡萄園，於是西恩只好拿出先前在地底偷藏的鑽石給予賠償，崔佛也用那些鑽石為他哥哥建立更大的研究室。經歷這場地心冒險，漢娜和崔佛心也靠得更近親吻彼此。電影最後西恩要和崔佛告別，並約定好聖誕節假期回來，前往下一個探險「神秘島」。

## 演員
| 演員                                     | 角色                                      | 備註                                                      |
| 布蘭登·費雪 Brendan Fraser               | 崔佛·安德森 Trevor "Trev" Anderson        | 西恩叔叔，火山學家 現於大學研究所任教                     |
| 喬許·哈契森 Josh Hutcherson              | 西恩·安德森 Sean Anderson                 | 崔佛姪子 移民加拿大前，暫住於崔佛家                       |
| 安妮塔·布林 Anita Briem                  | 漢娜·艾斯格爾森 Hannah Asgeirsson         | 西格波倫女兒，登山響導 和崔佛、西恩陰錯陽差地來到了地心   |
| 塞斯·梅爾斯 Seth Meyers                  | 艾倫·齊森斯 Alan Kitzens                  | 大學教授 和崔佛為同事，前來告知實驗室將被關閉             |
| 尚-米歇爾·佩爾 Jean-Michel Paré          | 麥斯·安德森 Maximillion "Max" Anderson    | 崔佛哥哥，西恩父親 開場時，出現於崔佛夢境中。             |
| 珍·惠勒 Jane Wheeler                     | 伊麗莎白·安德森 Elizabeth "Liz" Anderson  | 麥斯妻子，西恩母親 辦理移民事項，便將西恩暫時委託崔佛照顧 |
| 吉安卡羅·卡塔比安諾 Giancarlo Caltabiano | 雷納德 Leonard                            | 研究員 任職於板塊移動學研究所，崔佛的研究助理             |
| 加斯·吉爾克 Garth Gilker                 | 西格波倫·艾斯格爾森 Sigurbjörn Ásgeirsson | 漢娜父親 曾為現代火山研究所所長。僅以網頁照片形式登場     |

## 製作

### 拍攝
電影重新詮釋原著小說《地心歷險記》，將年代背景轉移到現代，原著小說也如同主角們的冒險導覽書般，出現在電影當中。除部分地底景色和古代生物是CG電腦動畫製作外，幾乎都由真人實際演出。電影中的3D立體系統是採用Real D技術，此技術首度用在《四眼天雞》播映上，本片也同樣使用此技術。

### 評級
美國電影協會（MPAA）引述片中強烈的冒險動作和驚嚇片段，將本片分類評級為PG。

### 行銷
《地心冒險》預告片首度公開亮相，在《聖誕夜驚魂》的重映和3D動畫《貝武夫》與3D電影《孟漢娜3D立體演唱會》上映前同步播映。華納兄弟將本片以主題樂園的模式作宣傳來吸引觀眾，不過片場發行商仍是憂慮宣傳活動，包括將片名中的3D取消，上映3D立體廳的戲院也比原先預期的少。本片是中国大陆引进的第一部3D立体真人电影。

## 反應

### 評價
影評家給予《地心冒險》好壞參半和正面的評價。根據2008年7月20日的電影評論網站[[爛番茄]] ，有60%的影評家給予正面的評價；而Metacritic中基於32篇的影評有58%是正面評價。

### 票房
《地心冒險》北美首週開票成績排行第三，當週票房冠亞軍分別為《地獄怪客2：金甲軍團》和《全民超人》。上映近三千家戲院中獲益$21,018,141美元票房成績，平均每家賺進$7,477美元，當中約有57%的戲院廳是3D版本播映。在中国大陆，本片销售火爆，在上海、北京等众多大城市的许多影院，该片几乎是场场坐满，上映两天该片票房即达到20万元人民币。而台灣只有在台北和高雄地區等少數戲院擁有3D數位廳的系統設備。

## 註記
1. ↑  .   [2008-06-25]. （原始内容存档于2008-07-11）.
2. ↑  Hollywood's 3-D kick hits a bump （页面存档备份，存于） Accessed on July 14, 2008
3. ↑  曾剑. . 腾讯. 2008-09-26  [2018-08-12]. （原始内容存档于2018-08-12） （中文（中国大陆））.
4. ↑  Rotten Tomatoes: Journey to the Center of the Earth (2008) （页面存档备份，存于） Accessed on July 14, 2008
5. ↑  Metacritic: Journey to the Center of the Earth 3D （页面存档备份，存于） Accessed on July 13, 2008

## 外部連結
- 互联网电影数据库（IMDb）上《地心冒險》的资料（英文）
- Box Office Mojo上《地心冒險》的資料（英文）
- 爛番茄上《地心冒險》的資料（英文）
- Metacritic上《地心冒險》的資料（英文）
- AllMovie上《地心冒險》的资料（英文）